# 木棉梳角叩甲
木棉梳角叩甲（学名：Pectocera fortunei），叩甲科（叩头虫科）梳角叩甲属的一种，分布于日本、中国南方、越南及朝鲜半岛等地。
本种2023年被收录入中国《有重要生态、科学、社会价值的陆生野生动物名录》。

## 形态特征
体长24—28毫米。身体呈赤褐色，密被灰黄色茸毛。雄性触角的第3—10节各节长有狭长形叶片，呈栉齿状；雌性触角呈弱锯齿状。